# Kenneth Bojstedt
Kenneth Bojstedt, född den 9 maj 1947, är en svensk före detta fotbollsspelare och ingenjör. Han är känd för att ha spelat i allsvenskan med Kalmar FF och för att i sista omgången av Div II 1975 på hemmaplan mot Västra Frölunda gjort ett av Sveriges mest mytomspunna och omdiskuterade fotbollsmål genom tiderna. Bojstedt är invald i Kalmar FF:s Wall of Fame sedan 2012. 

## Spelarkarriär
Bojstedt startade karriären i Fårbo FF och debuterade i A-laget där, redan som 13-åring. 1966 gick han över till Kalmar FF. 1967 var han med när Kalmar slog ut Östers IF ur Svenska cupen.  I Kalmar hade Bojstedt rollen som speluppläggare som slår kreativa och öppnande passningar.   Bojstedt var Kalmar FF trogen under 12 år och var 1975 med och förde upp laget från Div II till Allsvenskan. På tre allsvenska säsonger 1976-1978 spelade Bojstedt 75 matcher och gjorde 12 mål. I det allsvenska Smålandsderbyt mot Öster 1976 var han en av endast tre spelare i Kalmar FF som var och spelade mot Östers IF redan 1967. 

## Meriter och utmärkelser

### I klubblag
Kalmar FF
- Lilla silvret i Fotbollsallsvenskan 1977

### Individuellt
- År 2002, Mittfältare i "Drömelva genom tiderna i Kalmar FF" (Boken om Kalmar FF)
- 2012 Wall of Fame, Kalmar FF